# Pétanque-Weltmeisterschaft 2006
In der französischen Stadt Grenoble fanden vom 20. bis 24. September 2006 die 42. Pétanque-Weltmeisterschaft (Senioren) XXXXII Championnat du Monde de Pétanque
und die 10. Pétanque-Weltmeisterschaft der Damen X Championnat du Monde de Pétanque, Féminines statt.
Die Senioren-WM in der Boule-Sportart wird jedes Jahr, die der Frauen alle zwei Jahre von der Fédération Internationale de Pétanque et Jeu Provençal (FIPJP) ausgetragen.
Das Herren-Team des Deutschen Pétanque Verbands hat sensationell das Viertelfinale erreicht.

## Herren-Weltmeisterschaften
| Viertelfinale                                                                      | Viertelfinale | Viertelfinale | Viertelfinale |
| ---------------------------------------------------------------------------------- | ------------- | ------------- | ------------- |
| Italien                                                                            | :             | Deutschland   | 13:10         |
| Tunesien                                                                           | :             | Algerien      | 08:13         |
| Frankreich 2                                                                       | :             | Frankreich 1  | 09:13         |
| Thailand                                                                           | :             | Schweiz       | 13:05         |
| Halbfinale                                                                         |               |               |               |
| Italien                                                                            | :             | Frankreich 1  | 05:13         |
| Tunesien                                                                           | :             | Thailand      | 13:4          |
| Finale                                                                             |               |               |               |
| Frankreich 1                                                                       | :             | Tunesien      | 15:3          |
| Weltmeister:                                                                       |               |               |               |
| Team Frankreich 1: LOY Michel – CHAGNEAU Didier – MILEI Pascal – DUBREUIL Sylvain' |               |               |               |
| Vize-Weltmeister:                                                                  |               |               |               |
| Team Tunesien: ATALLAH Sami – EL BEY Nabi – LAKHAL Khaled – FERJANI Mohamed        |               |               |               |
| Platz 3                                                                            | Italien       | Italien       | Italien       |
|                                                                                    | Portugal      |               |               |
| Platz 5                                                                            | Algerien      | Algerien      | Algerien      |
|                                                                                    | Deutschland   |               |               |
|                                                                                    | Frankreich 2  |               |               |
|                                                                                    | Schweiz       |               |               |

## Damen Weltmeisterschaften
| Finale                                                                                          | Finale         | Finale       | Finale       |
| ----------------------------------------------------------------------------------------------- | -------------- | ------------ | ------------ |
| Thailand 2                                                                                      | :              | Tunesien     | 15:7         |
| Weltmeister:                                                                                    |                |              |              |
| Team Thailand: oknoi' YOUNGCHAM – Boonyoum KAMSAWANG – Phantipha WONGCHUVEJ – Thongsi THAMAKORD |                |              |              |
| Vize-Weltmeister:                                                                               |                |              |              |
| Team Tunesien: Mouna BEJI – Nadia BEN ABDESSELEM – Monia SAHAL – Saoussen BELAID                |                |              |              |
| Platz 3                                                                                         | Frankreich 1   | Frankreich 1 | Frankreich 1 |
|                                                                                                 | Schweden       |              |              |
| Platz 5                                                                                         | Frankreich     | Frankreich   | Frankreich   |
|                                                                                                 | Großbritannien |              |              |
|                                                                                                 | Madagaskar     |              |              |
|                                                                                                 | Thailand 1     |              |              |
| Platz 25                                                                                        | Deutschland    | Deutschland  | Deutschland  |

## Champion du Tir Individuel: (Tireur Wettbewerb Herren)
| Finale                         | Finale                     | Finale                     | Finale                     |
| ------------------------------ | -------------------------- | -------------------------- | -------------------------- |
| Thailand                       | :                          | Argentinien                | 31:31                      |
| Verlängerung                   | Verlängerung               | Verlängerung               | 10:6                       |
| Weltmeister                    |                            |                            |                            |
| Thailand THALEUNGKLAT Phusa-Ad |                            |                            |                            |
| Vizeweltmeister                |                            |                            |                            |
| Argentinien GUEVARA Nestor     |                            |                            |                            |
| Platz 3                        | Italie (LAIGUEGLIA Gianni) | Italie (LAIGUEGLIA Gianni) | Italie (LAIGUEGLIA Gianni) |
|                                | Tunesien (ATTALAH Sami)    |                            |                            |
| Platz 25                       | Deutschland (Sascha Koch)  | Deutschland (Sascha Koch)  | Deutschland (Sascha Koch)  |
| Starter                        | 55                         | 55                         | 55                         |

## Championne du Tir Individuel: (Tireur Wettbewerb Damen)
| Finale                      | Finale                        | Finale                        | Finale                        |
| --------------------------- | ----------------------------- | ----------------------------- | ----------------------------- |
| Frankreich                  | :                             | Thailand                      | 50:36                         |
| Weltmeisterin               |                               |                               |                               |
| Frankreich PAPON Angélique  |                               |                               |                               |
| Vizeweltmeisterin           |                               |                               |                               |
| Thailand THAMAKORD Thangsri |                               |                               |                               |
| Platz 3                     | Großbritannien (WEBB Vanessa) | Großbritannien (WEBB Vanessa) | Großbritannien (WEBB Vanessa) |
|                             | Niederlande (RUDOLFS Karin)   |                               |                               |
| Platz 16                    | Deutschland (Lara Koch)       | Deutschland (Lara Koch)       | Deutschland (Lara Koch)       |
| Starter                     | 43                            | 43                            | 43                            |

Anmerkung: In der ersten Runde verpasste Lara Koch als 5. nur knapp den Einzug in die Finalrunde, fiel dann in der 2. Qualifikation aber zurück.